# Witold Jurasz (ur. 1975)
Witold Tomasz Jurasz (ur. 20 lipca 1975) – polski dziennikarz, dyplomata i urzędnik.

## Życiorys
Syn ambasadora Witolda Jurasza (1931–2004). Z racji pracy ojca część dzieciństwa spędził w Nigerii i Iraku. Ma przyrodniego brata Marka (ur. 1958), kapitana żeglugi morskiej.
Ukończył studia w Instytucie Stosunków Międzynarodowych Uniwersytetu Warszawskiego. Pracował w Zakładzie Inwestycji NATO w Warszawie. Następnie związał się z polską służbą zagraniczną. Od 2005 do 2009 był II, a następnie I sekretarzem w Ambasadzie RP w Moskwie. W 2010 objął kierownictwo Wydziału Politycznego Ambasady RP w Mińsku, zaś od kwietnia 2010 do lutego 2011 kierował placówką jako chargé d’affaires. W 2012 odszedł z dyplomacji. Pracował w sektorze prywatnym na stanowisku dyrektora ds. rozwoju w firmie eksportującej broń. W grudniu 2015 rozpoczął karierę dziennikarską, zostając współgospodarzem z Mariuszem Ziomeckim programu „Prawy do lewego. Lewy do prawego” w telewizji Polsat News 2. W czerwcu 2018 zakończono emisję programu, po czym Jurasz związał się z portalem Onet.pl, specjalizując się w dziedzinie polityki zagranicznej i kwestiach bezpieczeństwa. W lutym 2022 zaczął publikować w Onecie podcasty „Raport międzynarodowy. Ukraina” (później „Raport międzynarodowy”). Okazjonalnie publikuje także w innych mediach, m.in. „Dzienniku Gazecie Prawnej”, „Rzeczpospolitej” czy „Nowej Konfederacji”. Wybrane jego teksty publikowane były po rosyjsku na portalu inoSMI.
Założyciel i prezes Fundacji Ośrodek Analiz Strategicznych, think tanku zajmującego polityką zagraniczną i polską gospodarką. Członek Stowarzyszenia Euro-Atlantyckiego.

## Publikacje książkowe
- Witold Jurasz: Demony Rosji. Warszawa: Wydawnictwo Czerwone i Czarne, 2022. ISBN 978-83-662-1964-9. Brak numerów stron w książce
- Witold Jurasz, Hieronim Grala: Wataha Putina. Warszawa: Wydawnictwo Czerwone i Czarne, 2023. ISBN 978-83-66219-75-5. Brak numerów stron w książce
- Witold Jurasz: Demon zza miedzy. Warszawa: Wydawnictwo Czerwone i Czarne, 2023. ISBN 978-83-66219-92-2. Brak numerów stron w książce